# 林建康
林建康，BBS，MH，JP（1967年11月16日—），籍贯廣東潮阳，生于香港，香港商人，執業律師，麗豐控股有限公司副主席兼執行董事，富豪林百欣家族後人。他是香港賽馬會遴選會員和馬主。除此，林建康還擔任各種政府任命，包括香港非官守太平紳士，上海市政協常務委員及愛沙尼亞共和國駐港名譽領事。

## 名下馬匹
林建康夫婦名下賽駒以「勇敢」兩字命名，自2008-2009馬季開始，首次以個人名義擁有馬匹「勇敢小子」（由蔡約翰訓練），此駒於2009-2010馬季初試啼聲，便以連奪 6 冠的驚人戰績嶄露頭角，更於2010年香港打吡大賽勇奪季軍，一時成為城中佳話。其後雖因傷患影響表現，並於2012年3月3日經獸醫診斷左前蹄球節外側髁骨應力性骨裂，最終在同年4月3日宣布退役，但其在港出賽21次，累積6冠1季，總獎金高達 $ 5,907,650港元。
林建康名下「勇敢」系賽駒亦包括「勇敢小子」、「勇敢福星」、「勇敢傳說」、「勇敢起來」、「勇敢神駒」、「勇敢動力」、「勇敢皇者」、「勇敢夢想」、「勇敢巨星」、「勇敢歡欣」、「勇敢孖寶」。